# سد بركاني

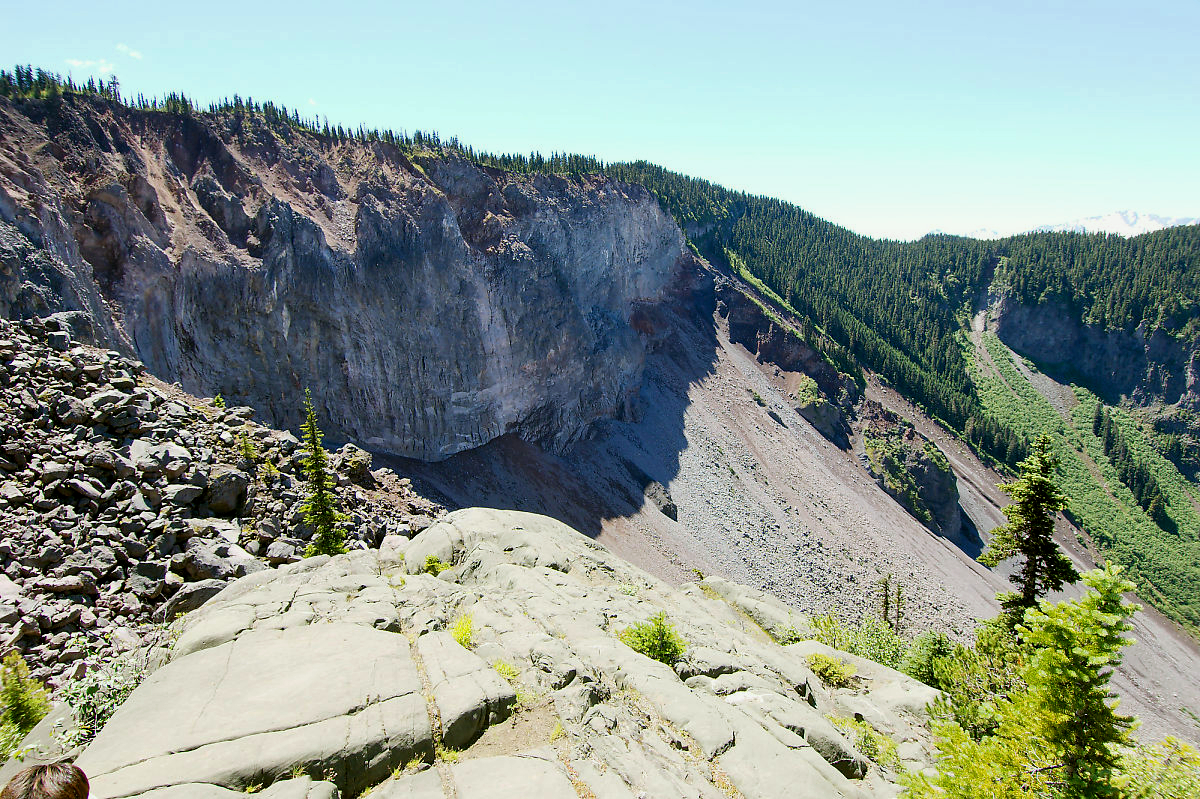
حافة الحاجز في كولومبيا البريطانية، كندا.

السد البركاني هو نوع من السدود الطبيعية التي تنتج بشكل مباشر أو غير مباشر عن طريق البراكين، والتي تحبس أو تقيد مؤقتًا تدفق المياه السطحية في الجداول الحالية، مثل سد من صنع الإنسان. هناك نوعان رئيسيان من السدود البركانية، الناتجة عن تدفق الحمم البركانية المنصهرة، والناتجة عن الترسب الأولي أو الثانوي لمواد البراكين الفتاتية والحطام. يستبعد هذا التصنيف عمومًا الميزات الجيولوجية الأخرى، التي غالبًا ما تكون أكبر وأطول عمراً، من نوع السدود، والتي يطلق عليها بشكل منفصل بحيرات فوهية، على الرغم من أن هذه المراكز البركانية قد تكون مرتبطة بمصدر المواد للسدود البركانية، ويمكن اعتبار الجزء الأدنى من حافة حصرها على أنه مثل هذا السد، خاصة إذا كان مستوى البحيرة داخل الحفرة مرتفعًا نسبيًا.
توجد السدود البركانية عمومًا في جميع أنحاء العالم، بالاشتراك مع المقاطعات البركانية السابقة والنشطة، ومن المعروف أنها كانت موجودة في السجل الجيولوجي، في العصور التاريخية وتحدث في يومنا هذا. يُسجل إزالتها أو فشلها بالمثل. يختلف طول العمر والمدى بشكل كبير، حيث تتراوح الفترات من بضعة أيام أو أسابيع أو سنوات إلى عدة مئات الآلاف من السنين أو أكثر، وتتراوح أبعادها من بضعة أمتار إلى مئات إلى عدة آلاف.
يمكن أن يرتبط تمركز هذه السدود وهيكلها الداخلي وتوزيعها وطول عمرها بشكل مختلف بكمية وسرعة ومدة الطاقة الحرارية الجوفية (الأولية) المنبعثة، والمواد الصخرية المتاحة؛ تشمل الاعتبارات الأخرى أنواع الصخور المنتجة وخصائصها الفيزيائية والمتانة وأنماط ترسيبها المختلفة. تتضمن أوضاع الترسيب تدفق الجاذبية للحمم البركانية المنصهرة على السطح، وتدفق الجاذبية أو سقوط اللدائن البركانية عبر الهواء، بالإضافة إلى إعادة توزيع ونقل تلك المواد عن طريق الجاذبية والمياه.

## سد الحمم
تتشكل سدود الحمم البركانية عن طريق تدفق الحمم البركانية أو انسكابها في وادي نهر بكميات وارتفاع كافيين للتغلب مؤقتًا على الطبيعة المتفجرة (البخار) لتلامسها مع الماء، وقوة التعرية للمياه المتدفقة لإزالتها. هذه الأخيرة تعتمد على كمية تدفق المياه وتدرج التيار. قد تتدفق الحمم البركانية خلال العديد من الثورات المتتالية أو المتكررة وقد تنبثق من فتحات أو شقوق مفردة أو عديدة. عادة ما ترتبط الحمم من هذا النوع، مثل البازلت، بثوارات بركانية أقل تفجرًا؛ الحمم أكثر لزوجة مع محتوى مافية أقل، مثل الداسيت والريوليت، ويمكن أيضا أن تتدفق، ولكنها تميل إلى أن تكون مرتبطة بشكل وثيق مع ثوران أكثر إنفجارية وتشكيل البراكين الفتاتية.
بمجرد التأسيس في البداية، فإن استمرار تدفق الحمم البركانية يخلق وجهًا أكثر انحدارًا من المنبع لأنه يقاوم ارتفاع المياه، ولكن مع تدفق معظم الحمم البركانية دون عوائق في اتجاه مجرى النهر تغطي قاع النهر المجفف الآن ورواسبه الغرينية، أحيانًا لأميال. وهكذا، فإن شكل سد الحمم البركانية يشبه فقاعة ممدودة، مثبتة في قاع الوادي. في الوقت نفسه، تستمر المياه في التدفق، وتستمر البحيرة في الارتفاع وتتراكم الرواسب، التي كانت تهاجر في السابق دون عوائق في اتجاه مجرى النهر. ويتبع ذلك حتمًا ملء الرواسب، والغمر، والتعرية إلى أسفل، والشلالات، وتآكل قاعدي، ما لم يتم إنشاء منفذ بديل للمياه والرواسب في أماكن أخرى من الصرف.
تشمل الأمثلة الكبيرة لسدود الحمم البركانية من السجل الجيولوجي تلك التي تتطور مرارًا وتكرارًا من الجانب الغربي من جراند كانيون، مع أكبر بقايا تسمى الآن سد بروسبكت [الإنجليزية]، وفي عدة مواقع داخل تصريف نهر الثعبان. ملأت «بحيرة أيداهو» السابقة، والتي كانت موجودة منذ أكثر من 6.5 مليون سنة، الجزء الغربي خلف مثل هذا الهيكل وأنشأت الجزء الغربي من سهل نهر الأفعى، وتراكمت 4,000 قدم (1,200 م) من رواسب البحيرة. تشمل المواقع الأخرى بالقرب من أميريكان فولس بإيداهو والعديد من المواقع الأخرى. العديد من هذه المواقع اجتُنبت أو غسلت بسبب الفيضانات المفاجئة التي نشأت من أسلاف بحيرة بونفيل [الإنجليزية].
توجد العديد من الأمثلة الأخرى على مستوى العالم، بما في ذلك بحيرة كابورغوا [الإنجليزية] في تشيلي، وموفاتن [الإنجليزية] في أيسلندا وريبوروا كالديرا [الإنجليزية] في نيوزيلندا. من الأمثلة في غرب كندا وغيرها في شمال غرب الولايات المتحدة، بحيرة لافا [الإنجليزية] وعر ذي بارير [الإنجليزية]، والتي لا تزال تحتجز بحيرة غاريبالدي، ولافا بوت [الإنجليزية].

## سد بركاني فتاتي
يتم إنشاء سدود البركانية الفتاتية في الصرف الحالي إما عن طريق وضعها المباشر أو عن طريق تراكم جزيئات الحمم البركانية المتغيرة على نطاق واسع، والتي يطلق عليها على نطاق واسع تيفرا. على عكس سدود الحمم البركانية، التي تتكون من تدفق متماسك، وسطح الجاذبية السائلة المنصهرة، وملأ قاع الوادي مباشرة وتصلب سريع من الخارج إلى الداخل، تنتج سدود البركانية الفتاتية عن طريق تيارات الجاذبية المحمولة جواً أقل تماسكًا أو سقوط جزيئات التيفرا من الغلاف الجوي، والتي تتصلب على السطح أبطأ من الجزء الداخلي إلى الخارج ؛ كما تترسب المواد اللادائنية البركانية في قاع الوادي وتتوزع على نطاق واسع على المنحدرات المجاورة. طبيعتها المحمولة جواً أقل اقتصارًا على الصرف المباشر وقد تتأرجح فوق حدود الصرف ؛ تسمح مكوناتها الجسيمية بإعادة التوزيع المستمر بعد وضعها الأولي عن طريق الجاذبية والماء.وتتراوح انفجارات ثورات الحمم البركانية، أفقيًا وعموديًا، من الاندفاعات [الإنجليزية] النارية، إلى التدفقات الساخنة، إلى الدافئ للتيفرا ؛ قد يميل الأول إلى وضع السد مباشرة بينما يميل الأخير إلى تعزيز التنسيب أو توفير مواد إضافية. ما لم يُطرد بعنف وبشكل عام، فإن التيفرا الأكبر حجمًا تقع بالقرب من فوهة البركان وتهبط تفرا الأصغر بعيدًا، ويتأثر توزيعها بدرجة أكبر بسرعة الرياح واتجاهها السائد.
بمجرد إنشائه في البداية، يظل طول العمر المستمر لسد البراكين الفتاتية بمثابة توازن بين صلابة متماسكة ببطء وصلابة، ومقدار وسرعة قدرة المياه المتدفقة على التآكل لإزالته من بدايته. تُنقل التيفرا غير المجمعة بسرعة عن طريق هطول الأمطار وتدفق المياه في الصرف، مما يؤدي في بعض الأحيان إلى حدوث حالة من اللهارا. عند منبع السد سوف تتراكم هذه المادة بسرعة لملء البحيرة، وفي اتجاه مجرى النهر سوف تميل إلى تآكل منحدراتها وقاعدتها. يميل التراكم السريع في كثير من الأحيان لمواد الحمم البركانية غير المجمعة على منحدرات شديدة الميلان إلى أن يكون بطبيعته غير مستقر بمرور الوقت ؛ قد تُنصب السدود البركانية الفتاتية عن طريق الانزلاق الأرضي لهذه المواد في الأنهار والجداول. تعطى المواد الحمم البركانية وقتا كافيا للدمج أو «اللحام» في الصخور الصلبة والمنتجات تنتج مجموعات مصنفة بشكل مختلف على أنها اغنمبريتات، بأشكال مختلفة مدملكة أو متكتلة بشكل مختلف، جنبا إلى جنب مع أنواع مختلفة من الطفة والرماد البركاني، وهي في الغالب من تكوين فلسي.
على الرغم من وجود أدلة على وجود السدود البركانية الفتاتية في السجلات الجيولوجية، فهي أكثر معرفة ودراسة انطلاقًا من الثورات البركانية الحديثة والحالية. تشمل الأمثلة في جميع أنحاء العالم ارتباطات مع El Chichon في المكسيك،  وبركان كاريمسكي [الإنجليزية] في روسيا. أُغلقت بحيرة كالديرا [الإنجليزية] المرتبطة ببركان تال، والتي كانت مفتوحة سابقًا على بحر الصين الشرقي، بشكل دائم بواسطة سد بركاني فتاتي أثناء ثوران البركان عام 1749، وظلت في حالة توازن عند مستوى أعلى حتى يومنا هذا، بينما يُعد السد البركاني الفتاتي الذي يضم الحافة المنخفضة لحفرة بحيرة نيوس في الكاميرون أقل استقرارًا.

## المخاطر
مثل جميع أشكال السدود الطبيعية، يمكن أن يؤدي تآكل أو انهيار السدود البركانية إلى حدوث فيضانات وسيول حطامية وحلية كارثية وانهيارات أرضية المرتبطة بها، وذلك اعتمادًا على حجم البحيرة المحجوزة.